# Kirsten van der Kolk
Kirsten Irene Merian van der Kolk (18 de diciembre de 1975 en Haarlem) es una remera de los Países Bajos.

## Biografía
Junto con Marit van Eupen  participó en los Juegos Olímpicos de Sídney 2000, donde acabaron en sexta posición en la especialidad de doble scull peso ligero. Cuatro años más tarde,  participaron en los Juegos Olímpicos de Atenas 2004, donde ganaron la medalla de bronce. Tras aquella competición se retiró para dar a luz a su hijo, pero volvió en 2007 para los Juegos Olímpicos de Pekín 2008. De nuevo tuvo como compañera a van Eupen, que había sido tres veces campeona del mundo en la especialidad no olímpica de scull individual en peso ligero. Fueron segundas en la Copa del Mundo en Lucerna y se clasificaron para su tercera olimpiada. El 17 de agosto de 2008 ganaron el oro olímpico.